# Phare d'Aberdeen
Le phare d'Aberdeen (en anglais : Aberdeen South Breakwater) est un phare de port construit sur le brise-lames sud du port d'Aberdeen, dans l'ancien comté d'Aberdeenshire (maintenant intégré dans le Grampian, à l'est de l'Écosse.

## Histoire
Le brise-lames du port a été construit en 1815 et son phare, érigé en 1866 au bout de celui-ci. C'est une tour ronde blanche, avec lanterne et galerie, de 13 m de haut, érigée sur une base conique en pierre. Cet édifice se situe à l'entrée de la rivière Dee dans le port d'Aberdeen, à environ 750 m au nord-ouest du phare de Girdle Ness.
Il émet, 22 m au-dessus du niveau de la mer, trois flashs rouges toutes les huit secondes. Il est géré par l'autorité portuaire d'Aberdeen.
Identifiant : ARLHS : SCO-277 - Amirauté : A3250 - NGA : 2704.

### Lien connexe
- Liste des phares en Écosse